# 维克托·赫列宁
维克托·根纳季耶维奇·赫列宁（1971年8月1日—）是白俄罗斯军官，现任白俄罗斯国防部部长。

## 生平
1971年8月1日出生在苏联白俄罗斯苏维埃社会主义共和国格罗德诺地区新格鲁多克。赫列宁的父亲根纳季是奔萨州的一名预备役苏联陆军上校。1988年，赫列宁从明斯克苏沃罗夫军事学校毕业。1992年，赫列宁从位于鄂木斯克的弗伦泽高等联合兵种指挥学校毕业后出任排长，后来又出任基辅·柏林第六卫队机械化旅的营长。2005年，从白俄罗斯军事学院毕业后，赫列宁在西部作战司令部总部作战部出任高级军官。之后，赫列宁出任了许多领导职位，而第11卫队柏林·喀尔巴阡机械化旅旅长，是他当时职业生涯的巅峰。2014年，赫列宁以优异的成绩从白俄罗斯军事学院总参谋部毕业，取得金牌一枚。2015年6月23日，白俄罗斯总统亚历山大·卢卡申科任命他出任西部作战司令部司令员。
2020年1月，卢卡申科任命他出任白俄罗斯国防部部长，接替安德烈·拉夫科夫中将，后者则出任白俄罗斯安全理事会国务秘书。